# Oyotún
Oyotún es una localidad peruana ubicada en la región Lambayeque, provincia de Chiclayo, distrito de Oyotún. Es asimismo capital del distrito de Oyotún. Se encuentra a una altitud de 220 m s. n. m. Tiene una población de 6461 habitantes en 1993.

## Clima
| Parámetros climáticos promedio de Oyotún | Parámetros climáticos promedio de Oyotún | Parámetros climáticos promedio de Oyotún | Parámetros climáticos promedio de Oyotún | Parámetros climáticos promedio de Oyotún | Parámetros climáticos promedio de Oyotún | Parámetros climáticos promedio de Oyotún | Parámetros climáticos promedio de Oyotún | Parámetros climáticos promedio de Oyotún | Parámetros climáticos promedio de Oyotún | Parámetros climáticos promedio de Oyotún | Parámetros climáticos promedio de Oyotún | Parámetros climáticos promedio de Oyotún | Parámetros climáticos promedio de Oyotún |
| Mes                                      | Ene.                                     | Feb.                                     | Mar.                                     | Abr.                                     | May.                                     | Jun.                                     | Jul.                                     | Ago.                                     | Sep.                                     | Oct.                                     | Nov.                                     | Dic.                                     | Anual                                    |
| ---------------------------------------- | ---------------------------------------- | ---------------------------------------- | ---------------------------------------- | ---------------------------------------- | ---------------------------------------- | ---------------------------------------- | ---------------------------------------- | ---------------------------------------- | ---------------------------------------- | ---------------------------------------- | ---------------------------------------- | ---------------------------------------- | ---------------------------------------- |
| Temp. máx. media (°C)                    | 31                                       | 31.4                                     | 31.5                                     | 30.9                                     | 28.3                                     | 26.8                                     | 25.5                                     | 25.6                                     | 25.8                                     | 26.7                                     | 27.9                                     | 29.8                                     | 28.4                                     |
| Temp. media (°C)                         | 25.3                                     | 25.8                                     | 26                                       | 25.3                                     | 22.8                                     | 21.6                                     | 20.4                                     | 20.4                                     | 20.9                                     | 21.3                                     | 22.3                                     | 23.7                                     | 23                                       |
| Fuente: climate-data.org                 |                                          |                                          |                                          |                                          |                                          |                                          |                                          |                                          |                                          |                                          |                                          |                                          |                                          |